# Paul F. Tompkins
Paul Francis Tompkins (nacido el 12 de septiembre de 1968) es un comediante, actor y escritor estadounidense. Es conocido por su trabajo en televisión en programas como Mr. Show with Bob and David, Real Time with Bill Maher y Best Week Ever, más tarde rebautizado como Best Week Ever con Paul F. Tompkins.
Es conocido por sus numerosas apariciones en podcasts, incluidas sus más de 200 apariciones en Comedy Bang!Bang! También ha sido el presentador del programa de entrevistas de Fusion Channel No, You Shut Up!, The Dead Authors Podcast, la serie online de entrevistas Made Man Speakeasy con Paul F. Tompkins, la cadena Earwolf el podcast Spontaneanation con Paul F. Tompkins, y The Pod F. Tompkast, que fue clasificado n.1 por la revista Rolling Stone en su lista de "Los 10 mejores podcasts de comedia del momento en 2011".
También es miembro principal del elenco del podcast Superego y fue un actor habitual en el podcast Thrilling Adventure Hour, que terminó en 2015. Tompkins fue la voz del Sr.Peanutbutter, un labrador amarillo antropomórfico, en la serie animada de Netflix BoJack Horseman de 2014 a 2020. También ha aparecido en películas dramáticas como There Will Be Blood y The Informant!. En 2021, tuvo un papel recurrente en la comedia de situación Rutherford Falls.
En diciembre de 2014, Paste nombró su Twitter como una de "Las 75 mejores cuentas de Twitter de 2014”, alcanzando el puesto 70.

## Nacimiento
Paul Francis Tompkins nació el 12 de septiembre de 1968 en Mount Airy, Filadelfia, Pensilvania. Tiene dos hermanos (uno mayor y otro menor) y tres hermanas (todas mayores).

## Carrera profesional

### Inicio
En 1986, Tompkins actuó por primera vez en comedia a los 17 años en The Comedy Works en Filadelfia (un club que ahora se encuentra en Bristol, Pensilvania), donde actuó como la mitad de un dúo de sketches con Rick Roman. Tompkins asistió a la Universidad de Temple⁣; sin embargo, abandonó y se fue a Los Ángeles, California, en 1994.
Tompkins conoció al actor Jay Johnston en Los Ángeles a través de su amigo común, actor y director Adam McKay. McKay y Tompkins se habían hecho amigos en Filadelfia, donde ambos habían comenzado a realizar stand-up al mismo tiempo. McKay más tarde se mudó a Chicago y conoció a Johnston; Johnston se mudó a Los Ángeles casi al mismo tiempo que Tompkins y McKay los presentaron. Tompkins y Johnston crearon un programa de comedia en vivo llamado "The Skates" que fue visto por Bob Odenkirk y David Cross y ayudó a que los contrataran para trabajar en Mr. Show con Bob y David en 1996.

### Actuación cómica en vivo
La carrera de comedia de Tompkins ha incluido stand-up, sketch comedia y una variedad de otras actuaciones en vivo.
Las representaciones de comedia stand-up de Tompkins tienen un estilo narrativo y observacional. Sus programas a menudo consisten en riffs extendidos y anécdotas largas. Tompkins trata temas de lo extraño y lo absurdo —como una perorata sobre el maní quebradizo, una discusión sobre pastel versus pastel, y monedas elongadas —además a contar historias sobre sus propias experiencias de vida y su familia. Su estilo cómico ha sido descrito como comedia alternativa⁣; Tompkins ha declarado que no le molesta la etiqueta y que le gusta el término.
Tompkins es conocido por su estilo de vestir durante sus presentaciones de comedia en vivo, actuando siempre con traje y corbata, a veces con camisa a rayas y con pajarita; Su apariencia ha sido descrita por algunos en la prensa como "elegante". Tompkins ha descrito su aspecto como” petimetre" y “justo a este lado de Cedric the Entertainer ".
Tompkins tiene su sede en Los Ángeles y actúa regularmente en la ciudad. Desde 2002 ha realizado un espectáculo mensual llamado The Paul F. Tompkins Show en Largo, un club nocturno y cabaret de Los Ángeles. Su programa ha contado con invitados como Fiona Apple, Jack Black, Dave Foley, Zach Galifianakis, Ed Helms, Aimee Mann y Weird Al Yankovic. Desde sus inicios en 2005, Tompkins ha participado en Thrilling Adventure Hour, una producción escenificada al estilo de la radio antigua que también se lleva a cabo mensualmente en Largo. El programa comenzó a publicarse en podcasts en enero de 2011; en octubre de ese mismo año, los podcasts del programa se trasladaron a la red de podcasts Nerdist Industries creada por Chris Hardwick. Tompkins es miembro del Upright Citizens Brigade Theatre (UCB) de Los Ángeles.  Su álbum de comedia "Impersonal" fue grabado en vivo en el UCB Theatre. También se presenta mensualmente en el espectáculo "Autores muertos" en el UCB Theatre en apoyo de la organización sin fines de lucro 826LA ; Tompkins interpreta el papel de HG Wells, quien actúa como presentador del programa.
Tompkins ha realizado giras por Estados Unidos y Canadá  y prefiere actuar en lugares independientes, en lugar de en clubes de comedia convencionales. A partir de 2009 se embarcó en su gira "Tompkins 300"; Tompkins se había estado preparando para su especial de Comedy Central de una hora, Deberías haberme dicho en el teatro Laughing Skull Lounge en Atlanta, Georgia, un pequeño teatro con capacidad para 74 personas. Para llenar los asientos para la grabación de su especial, Tompkins requirió alrededor de 280 personas en la audiencia durante el transcurso de cuatro noches para la grabación de su programa. Tompkins decidió anunciar en Twitter que necesitaba 300 personas para llenar los asientos cada noche; Bob Kerr, un comediante canadiense, vio la publicación de Twitter y preguntó si a Tompkins le gustaría actuar en Toronto. Tompkins le advirtió a Kerr que si lograba que 300 personas declararan que definitivamente verían su programa, vendría a Toronto. Luego, Kerr inició un grupo de Facebook llamado "Quiero ver a Paul F. Tompkins en Toronto" y logró que 300 personas se unieran. En octubre de ese mismo año, Tompkins actuó en el teatro Rivoli de Toronto, el mismo teatro en el que comenzó la compañía de sketches de comedia The Kids in the Hall. Posteriormente se iniciaron grupos de Facebook en otras ciudades de América del Norte y en 2010 afirmó que había dejado de promocionar sus programas en la radio. En 2011 dijo que los grupos de Facebook 300 se habían convertido en su principal método para reservar programas de comedia.
Tompkins escribió y actuó en su programa individual, Driven to Drink, que se emitió en HBO en 1998. Apareció en 6 episodios de Late Night with Conan O'Brien entre 1998 y 2008, así como en dos episodios de Conan en 2011 y 2012. Ha grabado tres álbumes de comedia: Impersonal en 2007, Freak Wharf en 2009 y Laboring Under Delusions en 2012.  Sus apariciones en stand-up en la cadena Comedy Central incluyen ser presentado en episodios de Comedy Central Presents en 2003 y 2007, presentando un episodio de Live at Gotham en 2009, actuando en New York Stand Up Show de John Oliver en 2010, y la grabación de dos especiales de comedia originales de una hora: You Should Have Told Me que se emitió en 2010 y Paul F. Tompkins: Laboring Under Delusions en 2012. También apareció en la transmisión en vivo de RiffTrax de House on Haunted Hill.

### Actuar y escribir
Tompkins escribió y actuó en Mr. Show con Bob y David de 1995 a 1998; Los escritores del programa, incluido Tompkins, fueron nominados para un premio Emmy en 1998 por "Escritura sobresaliente para un programa musical o de variedades".
El trabajo de Tompkins con los creadores de Mr. Show, Bob Odenkirk y David Cross, también lo llevó a su papel recurrente en la serie de televisión Tenacious D. Tompkins interpretó el personaje de un gerente de un club nocturno que es engañado para que lea las ridículas presentaciones de Tenacious D durante sus presentaciones de micrófono abierto. Revivió el papel en la película Tenacious D de la banda cómica en The Pick of Destiny estrenada en 2006.
Adam McKay, amigo de toda la vida, consultó a Tompkins sobre el guion de Talladega Nights. Tompkins también interpretó al MC de una exposición de gatos en Anchorman de McKay : The Legend of Ron Burgundy.
Tompkins ha aparecido en programas de televisión como NewsRadio, Frasier, Weeds, The Sarah Silverman Program, Pushing Daisies, Community y Curb Your Enthusiasm. Tompkins interpretó el papel de Prescott en la película de Paul Thomas Anderson There Will Be Blood (2007); Anderson había elegido previamente a Tompkins para un pequeño papel en la película Magnolia de 1999 después de ver a Tompkins actuar en Largo. Tompkins también interpretó al agente del FBI Anthony D'Angelo en The Informant! de Steven Soderbergh (2009). Tiene un papel recurrente en la serie de televisión canadiense The LA Complex como una versión ficticia de sí mismo. También apareció en el video musical de la canción de Nick Lowe "Stoplight Roses" y en la canción de Ted Leo and the Pharmacists "Bottled In Cork". Tompkins escribió para Real Time with Bill Maher en 2003 y 2009, además de ser corresponsal del programa en la primera temporada del programa. En 2011, se le pidió a Tompkins que escribiera resúmenes humorísticos de episodios de American Idol para el blog en línea Vulture de la revista New York.
Tompkins ha expresado en entrevistas que no le gusta escribir (particularmente escribir para otros), prefiriendo actuar frente a una cámara.

### Actor de voz
Tompkins ha realizado trabajos de voz para muchas series de televisión animadas, incluidas Dr. Katz, terapeuta profesional, King of the Hill y Bob's Burgers, en las que da voz al personaje recurrente Randy. Prestó su voz a un personaje en un episodio no emitido de 2007 de Aqua Teen Hunger Force titulado "Boston" que se suponía que era el episodio de estreno de la quinta temporada del programa, pero Turner Broadcasting System lo retiró para evitar una mayor controversia en torno a 2007. Susto de bomba de Boston. Tompkins apareció más tarde en un episodio durante la séptima temporada del programa. También fue la voz de uno de los matones en la película animada por computadora de 2010 de Walt Disney Animation Studios, Tangled. Tompkins era la voz de Benton Criswell, un personaje de la serie Super Adventure Team de MTV que presentaba marionetas al estilo de la serie británica Thunderbirds de la década de 1960; el papel fue acreditado bajo el nombre artístico de Francis Mt. Pleasant. Era la voz de una marioneta en los anuncios del Ford Focus. Tompkins interpretó al Sr. Peanutbutter en la serie animada original de Netflix de 2014 BoJack Horseman. Tompkins le da voz al personaje recurrente, Gladstone Gander, en la serie de reinicios de DuckTales. En 2020 prestó su voz al Dr. Migleemo, un terapeuta a bordo del USS Cerritos en la serie animada de CBS All Access Star Trek: Lower Decks.

### Comentario político y social
Tompkins ha aparecido en varios programas de televisión dedicados a discutir sobre política, cultura popular y actualidad; sin embargo, dice que no se considera un cómico político.
Tompkins fue colaborador del segmento "Entretenimiento semanal de la gente estadounidense" de The Daily Show en 1998. En 2003 fue escritor y corresponsal de Real Time con Bill Maher en la primera temporada del programa y volvió a escribir para el programa en 2009. Apareció en Tough Crowd con Colin Quinn en 2004.  En 2004 también se convirtió en analista de cultura pop en Best Week Ever de VH1; en 2008, el programa fue remodelado y relanzado como la Mejor Semana de la historia con Paul F. Tompkins con Tompkins como anfitrión. De 2006 a 2008 fue un invitado habitual en Countdown con Keith Olbermann. En 2008 apareció en Root of All Evil de Lewis Black y participó en un panel sobre Larry King Live en un episodio titulado "Política y humor".
Tompkins ha aparecido en documentales como Heckler (2007) de Jamie Kennedy y Super High Me (2007) de Doug Benson. También apareció en The Bitter Buddha (2013), un documental sobre la carrera del actor y comediante Eddie Pepitone.
Más tarde, Tompkins se convirtió en el presentador de un programa de debate llamado No, You Shut Up! por The Jim Henson Company bajo su lema Henson Alternative.

### Podcasts, webcasts y radio
En 2010, Tompkins lanzó su podcast llamado The Pod F. Tompkast. El podcast fue una mezcla de Tompkins discutiendo varios temas, clips de su show en vivo en Largo y segmentos donde Tompkins expresa una variedad de celebridades hablando entre sí. La comediante Jen Kirkman fue colaboradora habitual del programa. El podcast terminó en 2012.
El programa de comedia Thrilling Adventure Hour en Largo comenzó a emitirse en podcasts en enero de 2011; en octubre de ese mismo año, los podcasts del programa se trasladaron a la red de podcasts Nerdist Industries creada por Chris Hardwick. El espectáculo terminó en 2015.
Dead Authors, un espectáculo en vivo que presenta Tompkins en el UCB Theatre de Los Ángeles, también comenzó a emitirse en podcast en septiembre de 2011
En mayo de 2012, Tompkins inició una serie web semanal llamada Speakeasy. Presentada por el sitio de Break Media MadeMan.com, la serie presenta a Tompkins entrevistando a varios invitados de la industria del entretenimiento, como Ty Burrell, Nathan Fillion, Zach Galifianakis, Chris Hardwick, Oscar Nunez, Weird Al Yankovic y Alison Brie.  Las entrevistas se llevan a cabo como conversaciones casuales entre Tompkins y sus invitados con cócteles en varios bares del área de Los Ángeles.
Tompkins ha aparecido más de 200 veces como invitado, y ocasionalmente como anfitrión invitado, en Comedy Bang! ¡Estallido! (anteriormente Comedy Death-Ray Radio), un podcast de audio semanal presentado por Scott Aukerman, un comediante que también escribió para Mr. Show con Bob y David. El formato del programa mezcla la conversación entre el anfitrión y los invitados y, por lo general, incluye juegos de improvisación. Algunos invitados interpretan personajes o se hacen pasar por ciertas celebridades, generalmente durante la totalidad del episodio; Paul F. Tompkins se ha hecho pasar por celebridades como el rapero Ice-T, el compositor Andrew Lloyd Webber y Buddy Valastro de la serie de telerrealidad Cake Boss.
Además de Aukerman's Comedy Bang! ¡Estallido!, Tompkins ha aparecido en los podcasts de otros comediantes como WTF con Marc Maron, Never Not Funny de Jimmy Pardo, Podcast de Ronna y Beverly de Jessica Chaffin y Jamie Denbo y el Superego podcast con Jeremy Carter, Matt Gourley y Mark McConville. Tompkins también ha sido un invitado habitual en el programa de radio y podcast The Best Show en WFMU con Tom Scharpling.
En 2015, Tompkins creó su propio podcast en la red de podcast Earwolf llamado Spontaneanation con Paul F. Tompkins. Este podcast es similar al Pod F. Tompkast ; sin embargo, Spontaneanation es totalmente improvisado y en el momento, a diferencia del Tompkast, que fue muy producido. Spontaneanation comienza con un monólogo improvisado, acompañado al piano por Eban Schletter, muy parecido al Pod F. Tompkast. El siguiente segmento es una entrevista con uno de los amigos famosos de Tompkins. El segmento final es una larga historia improvisada interpretada por Paul e improvisadores invitados, basada en ideas discutidas en el segmento de la entrevista. El podcast finalizó en 2019.
Desde 2019, Tompkins ha sido coanfitrión, con Nicole Parker, The Neighborhood Listen en Stitcher Premium. Junto con Tawny Newsome, también presenta The Pod Directive, el podcast oficial de Star Trek, que se lanzó en septiembre de 2020.
En marzo de 2020, durante la pandemia de COVID-19, Paul inició un podcast semanal con su esposa, Janie Haddad Tompkins, llamado Stay F. Homekins. La primera temporada duró 41 episodios durante el resto de 2020, y la segunda temporada comenzó en enero de 2021.

## Vida personal
Tompkins está casado con la actriz Janie Haddad Tompkins.
En 2017, Tompkins declaró en Twitter que una vez fue católico, pero luego se convirtió en ateo.

## Filmografía

### Película
| Año  | Título                                | Papel                                              | Notas                |
| ---- | ------------------------------------- | -------------------------------------------------- | -------------------- |
| 1996 | Sham                                  | Sal                                                | Cortometraje         |
| 1996 | Desert                                | El hombre                                          | Cortometraje         |
| 1997 | Skins                                 | Pequeño John                                       | Cortometraje         |
| 1998 | Win a Date                            | Dylan                                              | Cortometraje         |
| 1998 | Jack Frost                            | Miembro de la audiencia                            |                      |
| 1999 | Magnolia                              | Chad, seducir y destruir                           | Voz                  |
| 2002 | Run Ronnie Run!                       | Safari Guy en TV                                   |                      |
| 2004 | Anchorman: The Legend of Ron Burgundy | Anfitrión de la competencia de exposición de gatos |                      |
| 2004 | Nerd Hunter 3004                      | El jefe                                            | Cortometraje         |
| 2006 | Tenacious D in The Pick of Destiny    | Anfitrión de micrófono abierto                     |                      |
| 2006 | Tenacious D: Time Fixers              | Propietario del club                               | Película promocional |
| 2007 | Super High Me                         | Él mismo                                           | Documental           |
| 2007 | There Will Be Blood                   | Prescott                                           |                      |
| 2009 | The Informant!                        | Agente del FBI Anthony D'Angelo                    |                      |
| 2010 | Tangled                               | Matón corto                                        | Voz                  |
| 2010 | Drones                                | Jafe                                               | Voz                  |
| 2011 | T is for Tantrum                      | alemán                                             | Cortometraje         |
| 2014 | Jason Nash Is Married                 | Dr. Glen                                           |                      |
| 2015 | The Dramatics: A Comedy               | Anton Campbell                                     |                      |
| 2015 | Hell & Back                           | Alma perdida molesta                               | Voz                  |
| 2019 | Between Two Ferns: The Movie          | Milpiés quemado                                    |                      |

### Televisivo
| Year       | Title                                       | Role                                                                        | Notes                                                             |
| ---------- | ------------------------------------------- | --------------------------------------------------------------------------- | ----------------------------------------------------------------- |
| 1996–1998  | Mr. Show with Bob and David                 | Various                                                                     | Featured cast seasons 1–4; also writer                            |
| 1997       | Tenacious D                                 | Paul                                                                        | 5 episodes                                                        |
| 1998       | The Daily Show                              | Himself                                                                     | Contributor                                                       |
| 1998       | Driven to Drink                             | Himself                                                                     | HBO stand-up special                                              |
| 1998       | Super Adventure Team                        | Dr. Benton Criswell (voice)                                                 |                                                                   |
| 1999       | NewsRadio                                   | Justice of the Peace                                                        | Episode: "Wedding"                                                |
| 1999       | Dr. Katz, Professional Therapist            | Paul (voice)                                                                | Episode: "Vow of Silence"                                         |
| 2000–2001  | DAG                                         | Sullivan Pope                                                               | Main cast; 16 episodes                                            |
| 2003       | Comedy Central Presents: Paul F. Tompkins   | Himself                                                                     |                                                                   |
| 2003       | Frasier                                     | Steve                                                                       | Episode: "The Harassed"                                           |
| 2003       | Real Time with Bill Maher                   | Himself                                                                     |                                                                   |
| 2004       | Tough Crowd with Colin Quinn                | Himself                                                                     |                                                                   |
| 2005       | King of the Hill                            | Professor Twilley (voice)                                                   | Episode: "A Portrait of the Artist as a Young Clown"              |
| 2005       | Kelsey Grammer Presents: The Sketch Show    | Various                                                                     |                                                                   |
| 2005       | Too Late with Adam Carolla                  | Himself                                                                     |                                                                   |
| 2006–2008  | Countdown with Keith Olbermann              | Himself                                                                     | Regular contributor                                               |
| 2007       | Comedy Central Presents: Paul F. Tompkins 2 | Himself                                                                     |                                                                   |
| 2007       | The Sarah Silverman Program                 | Paul / Police Officer No. 1                                                 | 4 episodes                                                        |
| 2007       | Weeds                                       | Bob                                                                         | 2 episodes                                                        |
| 2008       | Best Week Ever                              | Himself (host)                                                              |                                                                   |
| 2008       | Larry King Live                             | Himself                                                                     |                                                                   |
| 2008       | Lewis Black's Root of All Evil              | Himself                                                                     | 6 episodes                                                        |
| 2008       | Pushing Daisies                             | Gunther Pinker                                                              | Episode: "Oh Oh Oh... It's Magic"                                 |
| 2010       | Aqua Teen Hunger Force                      | Police Officer / Angel (voice)                                              | 2 episodes (1 episode was pulled)                                 |
| 2010       | Community                                   | Robert                                                                      | Episode: "Mixology Certification"                                 |
| 2010       | Nick Swardson's Pretend Time                | Various                                                                     | Episode: "I Just Got Voodoo'd"                                    |
| 2010       | True Jackson, VP                            | Royce Bingham                                                               | Episode: "True Fear"                                              |
| 2010–2012  | Regular Show                                | Various                                                                     | 5 episodes                                                        |
| 2010–2012  | The Life & Times of Tim                     | Donnie / Kyle Zander (voice)                                                | 2 episodes                                                        |
| 2011       | Curb Your Enthusiasm                        | Andrew Berg                                                                 | Episode: "The Divorce"                                            |
| 2011       | Raising Hope                                | Jeff                                                                        | Episode: "The Cultish Personality"                                |
| 2011       | Last Man Standing                           | Chester McAllister                                                          | Episode: "Last Baby Proof Standing"                               |
| 2011       | Up All Night                                | Dave                                                                        | Episode: "Week Off"                                               |
| 2011, 2014 | Talking Dead                                | Himself                                                                     | 2 episodes                                                        |
| 2011–2019  | Bob's Burgers                               | Randy / various (voice)                                                     | 9 episodes                                                        |
| 2012       | Key & Peele                                 | Congressman                                                                 | Episode: "Dueling Magical Negroes"                                |
| 2012       | Paul F. Tompkins: Laboring Under Delusions  | Himself                                                                     | Stand-up special                                                  |
| 2012       | The L.A. Complex                            | Paul F. Tompkins                                                            | 6 episodes                                                        |
| 2012–2016  | Comedy Bang! Bang!                          | Various                                                                     | 14 episodes                                                       |
| 2012–2013  | Adventure Time                              | Various voices                                                              | 2 episodes                                                        |
| 2013       | Ghost Ghirls                                | Antonio                                                                     | Episode: "Something Borrowed, Something Boo"                      |
| 2013–2016  | No, You Shut Up!                            | Himself (host)                                                              | 58 episodes                                                       |
| 2013–2017  | @midnight                                   | Himself                                                                     | Recurring contestant; 15 episodes; Tournament of Champions winner |
| 2014–2020  | BoJack Horseman                             | Mr. Peanutbutter / various (voice)                                          | Main cast; 71 episodes                                            |
| 2015       | WordGirl                                    | The Royal Dandy / Dr. Clocktormocktor (voice)                               | Episode: "Royally Framed" / "WordGirl vs. Tobey vs. the Dentist"  |
| 2015       | The Thundermans                             | King Crab                                                                   | Episode: "A Hero Is Born"                                         |
| 2015       | Kroll Show                                  | Andy Downpour                                                               | Episode: "The Commonwealth Games"                                 |
| 2015       | Rick and Morty                              | Lawyer (voice)                                                              | Episode: "A Rickle in Time"                                       |
| 2015       | Paul F. Tompkins: Crying and Driving        | Himself                                                                     | Stand-up special                                                  |
| 2015       | W/ Bob & David                              | Various                                                                     | 4 episodes; also writer                                           |
| 2015       | Drunk History                               | Himself                                                                     | Episode: "Las Vegas"                                              |
| 2015       | Moonbeam City                               | Kitch Legstrong (voice)                                                     | Episode: "Stuntstravaganza"                                       |
| 2016       | Brooklyn Nine-Nine                          | Captain Orleans                                                             | Episode: "The Cruise"                                             |
| 2016       | The Late Show with Stephen Colbert          | Himself                                                                     | 2 episodes                                                        |
| 2016       | Great Minds with Dan Harmon                 | Edgar Allan Poe                                                             | Episode: "Edgar Allan Poe"                                        |
| 2016       | HarmonQuest                                 | Teflonto                                                                    | Episode: "The Quest Begins"                                       |
| 2016–2018  | The Venture Bros.                           | Blue Morpho / various (voice)                                               | 4 episodes                                                        |
| 2016–2018  | Take My Wife                                | Paul                                                                        | 3 episodes                                                        |
| 2016–2019  | Bajillion Dollar Propertie$                 | Dean Rosedragon                                                             | 34 episodes                                                       |
| 2017       | Adam Ruins Everything                       | Jenkins                                                                     | Episode: "Emily Ruins Adam Ruins Everything"                      |
| 2017       | Get Krack!n                                 | Richard Templeman                                                           | Episode #1.8                                                      |
| 2017       | Blindspot                                   | Booky Bentley                                                               | Episode: "Adoring Suspect"                                        |
| 2017       | Black-ish                                   | Dr. Reagan                                                                  | Episode: "Sugar Daddy"                                            |
| 2017       | Life in Pieces                              | Richard York                                                                | Episode: "Thirty-Five Teacher Escape Lottery"                     |
| 2017–2018  | Speechless                                  | Dane Richmond                                                               | 2 episodes                                                        |
| 2017–2020  | Tangled: The Series                         | Shorty (voice)                                                              | 42 episodes                                                       |
| 2017–2021  | DuckTales                                   | Gladstone Gander (voice)                                                    | 6 episodes                                                        |
| 2018       | Another Period                              | Cole Bottoms                                                                | Episode: "Shady Acres"                                            |
| 2018–2019  | Big City Greens                             | Justin / various (voice)                                                    | 2 episodes                                                        |
| 2019       | You're the Worst                            | Himself                                                                     | 3 episodes                                                        |
| 2019       | Nature Cat                                  | Chandler (voice)                                                            | Episode: "Magical Mushroom Mystery Tour; A Midsummer Day's Dream" |
| 2019       | Talking Tom and Friends                     | Reece (voice)                                                               | Episode: "Supermodel Tom"                                         |
| 2019       | Lodge 49                                    | Farrell Higgins                                                             | Episode: "Le Reve Impossible"                                     |
| 2019       | Star Wars Resistance                        | Flanx (voice)                                                               | Episode: "From Beneath"                                           |
| 2019       | Room 104                                    | Louis                                                                       | Episode: "Crossroads"                                             |
| 2019–2021  | American Dad!                               | Various voices                                                              | 3 episodes                                                        |
| 2020       | Criminal Minds                              | Brian Garrity                                                               | Episode: "Saturday"                                               |
| 2020       | Brockmire                                   | Harold K. Finnegan                                                          | Episode: "Union Negotiations"                                     |
| 2020       | The Twilight Zone                           | Jimmy O'Malley                                                              | Episode: "Ovation"                                                |
| 2020       | Corporate                                   | Agent Roman                                                                 | Episode: "Good Job"                                               |
| 2020       | Dicktown                                    | Loafer Toeknuckle (voice)                                                   | Episode: "The Mystery of the President's Physician"               |
| 2020       | Aunty Donna's Big Ol' House of Fun          | Jukebox                                                                     | Episode: "Dinner Party"                                           |
| 2020–2021  | Star Trek: Lower Decks                      | Dr. Migleemo / Hyde (voice)                                                 | 3 episodes                                                        |
| 2021       | Close Enough                                | The Amazing Sardini (voice)                                                 | Episode: "Handy/Birthdaze"                                        |
| 2021       | Rutherford Falls                            | Professor Tobias James Kaufman                                              | 2 episodes                                                        |
| 2021       | Central Park                                | (voice)                                                                     | Episode: "Sir Bricks-a-Lot"                                       |
| 2021       | Centaurworld                                | Tail (voice)                                                                | 4 episodes                                                        |
| 2021       | Jellystone!                                 | Magilla Gorilla / Fleegle / Jonathan Wellington "Mudsy" Muddlemore (voices) | Main role                                                         |
| 2021       | Miracle Workers                             | Snake Oil Salesman                                                          | Episode: "What Happens in Branchwater"                            |
| 2021       | HouseBroken                                 | Ray Liotta (voice)                                                          | 2 episodes                                                        |

## Discografía
- 2007 - Impersonal (CD; lanzado en AST Records)
- 2007 - Comedy Death-Ray (compilación publicada en Comedy Central Records)
- 2009 - Freak Wharf (CD) (Publicado en AST Records)
- 2010 - Señor, me has engañado dos veces (EP; lanzado en AST Records)
- 2010 - Deberías haberme dicho (DVD; lanzado en AST Records)
- 2012 - Laboring Under Delusions (DVD; lanzado en Comedy Central Records)
- 2012 - Laboring Under Delusions: Live in Brooklyn (CD; lanzado en AST Records)

## Apariciones en podcast y radio
Tompkins es conocido por sus muchas apariciones en podcasts, además de albergar algunas de las suyas. A menudo se le conoce como el alcalde de podcasts.
| Year            | Title                                                                     | Episode(s)                                                                              | Notes                                                |
| --------------- | ------------------------------------------------------------------------- | --------------------------------------------------------------------------------------- | ---------------------------------------------------- |
| 2006–2007       | The Sound of Young America                                                |                                                                                         |                                                      |
| 2006–2017       | Never Not Funny                                                           |                                                                                         |                                                      |
| 2006, 2011–2012 | Guys With Feelings                                                        | Various                                                                                 |                                                      |
| 2007–2011       | The Best Show on WFMU with Tom Scharpling                                 |                                                                                         |                                                      |
| 2008–2009, 2011 | Comedy and Everything Else                                                | #14, #37, #68, #85, #86, #127, #128                                                     |                                                      |
| 2009–2021       | Comedy Bang! Bang!                                                        | 250+ episodes                                                                           | Guest, guest host                                    |
| 2009, 2011      | WTF with Marc Maron                                                       | #150                                                                                    |                                                      |
| 2009            | Kevin Pollak's Chat Show                                                  | #41                                                                                     |                                                      |
| 2009            | Jordan, Jesse Go!                                                         |                                                                                         |                                                      |
| 2009            | The TVA Podcast                                                           | #163                                                                                    |                                                      |
| 2009            | KUCI: Naked Comedy                                                        |                                                                                         |                                                      |
| 2009–2012       | Am I Right?                                                               |                                                                                         | [ 68 ]                                               |
| 2009–2013       | A Bit of a Chat                                                           |                                                                                         | [ 69 ]                                               |
| 2009–2018       | Stop Podcasting Yourself                                                  | #140, #171, #194, #205, #257, #325, #349, #429                                          | Guest                                                |
| 2010            | Host and Guest                                                            | #44                                                                                     |                                                      |
| 2010            | Dave Hill's Podcasting Incident                                           | #13                                                                                     |                                                      |
| 2010            | Hold Your Applause                                                        |                                                                                         |                                                      |
| 2010–2013       | The Pod F. Tompkast                                                       | All                                                                                     | Host                                                 |
| 2010, 2012      | Comedy Film Nerds                                                         | #16, #120                                                                               |                                                      |
| 2010–2012, 2014 | The David Feldman Show                                                    |                                                                                         | [ 74 ]                                               |
| 2010–2014       | Doug Loves Movies                                                         |                                                                                         |                                                      |
| 2010–2014       | Sklarbro Country                                                          | #17, #195.5                                                                             |                                                      |
| 2010–2020       | Superego                                                                  |                                                                                         | Guest (2010–2013) / Official cast member (2014–2020) |
| 2010, 2012      | The Nerdist Podcast                                                       |                                                                                         | Guest (2010) / Guest co-host (2012)                  |
| 2011            | The Anytime Show with Dominic Dierkes                                     |                                                                                         |                                                      |
| 2011            | Citizen Radio                                                             | #232                                                                                    |                                                      |
| 2011            | The Moth                                                                  | [ 76 ]                                                                                  |                                                      |
| 2011            | The Apple Sisters                                                         | #1                                                                                      | Guest                                                |
| 2011            | Professor Blastoff                                                        | #28                                                                                     | Guest                                                |
| 2011            | Earwolf Challenge                                                         | #3.2, #3.3                                                                              | Judge                                                |
| 2011            | The Mental Illness Happy Hour                                             | #34                                                                                     |                                                      |
| 2011            | Gather Around Me                                                          | #65                                                                                     |                                                      |
| 2011            | Saturn Scene                                                              | #2, #3                                                                                  |                                                      |
| 2011–2015       | The Dead Authors Podcast                                                  | All                                                                                     | Host (as H.G. Wells); guest (as Mark Twain)          |
| 2011–2015       | The Wolf Den                                                              | #14, #94                                                                                |                                                      |
| 2011–2015       | The Thrilling Adventure Hour                                              |                                                                                         | WorkJuice Player                                     |
| 2011–2017       | Ronna and Beverly                                                         | #2, #42, #95, #116, #158                                                                | Guest                                                |
| 2011–2018       | How Did This Get Made?                                                    | #16, #64, #106, #107, #201                                                              | Guest                                                |
| 2011–2019       | Who Charted?                                                              | #22, #38, #63, #78, #100, #151, #181, #226, #276, #294, #306, #340, #366, #378, #457    | Guest                                                |
| 2011, 2014      | Totally Laime                                                             | #76, #252                                                                               | Guest                                                |
| 2012            | Quit It                                                                   |                                                                                         | [ 80 ]                                               |
| 2012            | The Adam Carolla Show                                                     |                                                                                         | [ 81 ]                                               |
| 2012            | The Fogelnest Files                                                       | #2, #53 (best-of)                                                                       | Guest                                                |
| 2012            | Team Coco                                                                 | #60                                                                                     | Guest                                                |
| 2012            | The Long Shot Podcast                                                     | #418                                                                                    |                                                      |
| 2012            | Shortwave with Grant-Lee Phillips                                         | #8                                                                                      | Guest host                                           |
| 2012            | You Made It Weird with Pete Holmes                                        |                                                                                         |                                                      |
| 2012            | Paul and Storm Talk About Some Stuff For Five To Ten Minutes (On Average) |                                                                                         |                                                      |
| 2012, 2018      | Yo, Is This Racist?                                                       | #16, #976, #986.5, #990                                                                 |                                                      |
| 2012, 2015      | International Waters                                                      | #8, #52                                                                                 |                                                      |
| 2012, 2015      | Alison Rosen Is Your New Best Friend                                      |                                                                                         |                                                      |
| 2012–2013       | Pop My Culture                                                            |                                                                                         |                                                      |
| 2012–2013       | Dining with Doug and Karen                                                |                                                                                         |                                                      |
| 2012–2014       | The Todd Glass Show                                                       |                                                                                         |                                                      |
| 2012–2014       | Wits                                                                      |                                                                                         |                                                      |
| 2013–2014       | Analyze Phish                                                             | #5, #6, #9                                                                              | Sometime co-host (with Howard Kremer)                |
| 2013            | Nerdist Writers Panel                                                     |                                                                                         |                                                      |
| 2013            | The K Ohle                                                                |                                                                                         |                                                      |
| 2013            | Pappy's Flatshare Slamdown                                                | S04E03                                                                                  | Recorded at the Soho Theatre                         |
| 2013            | The Reality Show Show                                                     | #18                                                                                     | Guest                                                |
| 2013–2020       | Hollywood Handbook                                                        | #5, #66, #107, #182, #223, #267, #325, #361                                             | Guest                                                |
| 2013–2017       | James Bonding                                                             |                                                                                         | Guest                                                |
| 2013, 2015      | Judge John Hodgman                                                        | #103 #228                                                                               |                                                      |
| 2013–2014       | Go Bayside!                                                               |                                                                                         |                                                      |
| 2014            | U Talkin' U2 To Me?                                                       | #9, #16                                                                                 | Guest                                                |
| 2014            | The JV Club                                                               |                                                                                         | Guest                                                |
| 2014            | This Week in Marvel                                                       |                                                                                         |                                                      |
| 2014            | Slumber Party with Alie & Georgia                                         |                                                                                         |                                                      |
| 2014            | Feliz Navipod                                                             |                                                                                         |                                                      |
| 2014            | Baby Geniuses                                                             |                                                                                         |                                                      |
| 2014–2018       | The Andy Daly Podcast Pilot Project                                       | #001, #004, #008, #009, #012, #014, #016                                                | Guest                                                |
| 2014–2016       | I Was There Too                                                           | #1, #33, #50                                                                            |                                                      |
| 2014–2019       | improv4humans                                                             | #147, #181, #229, #328, #341, #401, #413                                                |                                                      |
| 2014–2019       | With Special Guest Lauren Lapkus                                          | #1, #33, #58, #104, #138, #152, #164                                                    | Guest host                                           |
| 2015–2019       | SPONTANEANATION with Paul F. Tompkins                                     | All                                                                                     | Host                                                 |
| 2015, 2018      | Pistol Shrimps Radio                                                      | 6/9/15, 5/1/18                                                                          | Guest Commentator                                    |
| 2015            | A Beautiful Podcast                                                       | #24                                                                                     |                                                      |
| 2015            | WOMP It Up!                                                               | #7                                                                                      | As "Mike the Janitor"                                |
| 2015            | The Indoor Kids                                                           |                                                                                         |                                                      |
| 2015            | Superego: Forgotten Classics                                              | All                                                                                     | Cast member                                          |
| 2015            | Worst Idea of All Time                                                    | 2.30, 2.31                                                                              | Guest                                                |
| 2015            | Gilmore Guys                                                              | 5.07 – "You Jump, I Jump, Jack"                                                         | Guest                                                |
| 2015            | The Dinner Party Download                                                 | #323: Olivia Wilde, Elvis Costello, Paul F. Tompkins                                    | Guest                                                |
| 2016            | Think Again                                                               | #34: A Tiny, Cosmic Threat                                                              | Guest                                                |
| 2016            | Earwolf Presents                                                          | #41                                                                                     | Guest host (as Andrew Lloyd Webber)                  |
| 2016            | Next Level with Chris Tallman                                             | #1                                                                                      | Guest                                                |
| 2016            | Hoot Gibson: Vegas Cowboy                                                 | #3                                                                                      | Guest                                                |
| 2016–2018       | Hard Nation                                                               | #3, #54, #104                                                                           | Guest                                                |
| 2016–2019       | Big Grande's Teacher's Lounge                                             | #1, #10, #14, #28, #S9E1, #S9E38                                                        | Guest                                                |
| 2017–2019       | Off Book: The Improvised Musical                                          | #1, #23, #52, #64, #75, #94, #100, #116, #125, #126.5, #127, #128, #129                 | Guest                                                |
| 2017–2019       | Throwing Shade                                                            | #297, #335, #400, #404, #408, #419                                                      | Guest                                                |
| 2017            | How To Be Less Old                                                        | #131                                                                                    | Guest                                                |
| 2017            | Strictly Business with Derek Contrera                                     | #5                                                                                      | Guest                                                |
| 2017            | The Complete Wedding                                                      | #5                                                                                      | Guest                                                |
| 2017            | Likely Mad as Hell                                                        | #4                                                                                      | Guest                                                |
| 2017            | Questions For Lennon                                                      | #26                                                                                     | Guest                                                |
| 2017            | Hello from the Magic Tavern                                               | #2.28, #2.60                                                                            | Guest                                                |
| 2017, 2020      | Doughboys                                                                 | #119, #242                                                                              | Guest                                                |
| 2018            | Three Swings With Rhea Butcher                                            | #10                                                                                     | Guest                                                |
| 2018            | Punch Up The Jam                                                          | #38                                                                                     | Guest                                                |
| 2018–present    | Threedom                                                                  | All                                                                                     | Co-host                                              |
| 2019            | Blank Check with Griffin & David                                          | #203                                                                                    | Guest                                                |
| 2019            | Scam Goddess                                                              | #1                                                                                      | Guest                                                |
| 2019–present    | The Neighborhood Listen                                                   | All                                                                                     | Co-host                                              |
| 2020            | Mascots                                                                   | #1                                                                                      | Guest                                                |
| 2020            | Off Menu with Ed Gamble and James Acaster                                 | #51                                                                                     | Guest                                                |
| 2020–present    | Star Trek: The Pod Directive                                              | All                                                                                     | Co-host                                              |
| 2020–present    | Stay F. Homekins                                                          | All                                                                                     | Co-host                                              |
| 2021            | Behind the Bastards                                                       | "The Rush Limbaugh Episodes", "Synanon: The Drug Rehab Program That Built Its Own Army" | Guest                                                |
| 2021            | bigsofttitty.png                                                          | #144                                                                                    | Guest                                                |

- Datos: Q2059493
- Multimedia: Paul F. Tompkins / Q2059493

1. 1 2 3 4 5  Ryzik, Melena (14 de octubre de 2008). «A Pop-Culture Show Looks for Attitude With Heart». The New York Times. Consultado el 31 de mayo de 2012.
2. ↑  «James Bonding #001: Dr. No with Paul F. Tompkins». Nerdist.com. Archivado desde el original el 29 de octubre de 2013. Consultado el 26 de octubre de 2013.
3. 1 2 3 4 5 6 7 8 9 10 11  Wenzel, John (25 de mayo de 2011). «Why So Serious, Paul F. Tompkins?». Reverb. The Denver Post. Archivado desde el original el 6 de junio de 2011. Consultado el 31 de mayo de 2012.
4. 1 2 3 4 5  Birmingham, Steve (22 de abril de 2005). «Battleship Paul F. Tompkins». Austin Chronicle. Consultado el 31 de mayo de 2012.
5. 1 2 3 4 5 6 7 8 9 10  Chen, George (16 de enero de 2008). «Getting Impersonal with Paul F. Tompkins». San Francisco Bay Guardian. Archivado desde el original el 17 de octubre de 2012. Consultado el 31 de mayo de 2012.
6. 1 2 3 4 5 6 7 8 9 10 11  Heisler, Steve (12 de marzo de 2009). «Who the Hell Is Paul F. Tompkins?». The A.V. Club. The Onion. Archivado desde el original el 10 de mayo de 2010. Consultado el 31 de mayo de 2012.
7. 1 2 3  Joe, Berkowitz (6 de abril de 2011). «The 10 Best Comedy Podcasts of the Moment». Rolling Stone. Archivado desde el original el 30 de octubre de 2011. Consultado el 31 de mayo de 2012.
8. ↑  Hongo, Hudson (15 de diciembre de 2014). «The 75 Best Twitter Accounts of 2014». Archivado desde el original el 7 de septiembre de 2017. Consultado el 28 de diciembre de 2014.
9. 1 2 3 4 5 6 7 8 9 10 11 12 13  Fraser, Garnet (25 de octubre de 2009). «300 tweets summon a joker to Toronto». Toronto Star. Archivado desde el original el 19 de octubre de 2012. Consultado el 31 de mayo de 2012.
10. 1 2 3 4 5 6 7 8 9  Ryan, Kyle (19 de julio de 2007). «Interview – Paul F. Tompkins». The A.V. Club. The Onion. Consultado el 31 de mayo de 2012.
11. ↑  «Monthly Schedule». The Comedy Works. Consultado el 18 de junio de 2016.
12. 1 2 3 4  Downs, Gordon (26 de julio de 2007). «Paul F. Tompkins». Impose Magazine. Impose. Consultado el 31 de mayo de 2012.
13. 1 2 3  Rapa, Patrick (17 de agosto de 2010). «Stay Classy, Philadelphia: An Open Mic with Paul F. Tompkins, the Nicest Guy in Comedy». Philadelphia City Paper. Consultado el 31 de mayo de 2012.
14. ↑  Eakin, Marah (4 de febrero de 2016). «Paul F. Tompkins Wants to Ride a Giant Bison to Work». The A.V. Club. The Onion. Consultado el 18 de junio de 2016.
15. 1 2 3 4 5 6 7  Paul F. Tompkin's bio at TheDailyShow.com. Retrieved May 31, 2012.
16. ↑  Tompkins, Paul F. (28 de mayo de 2018). «SPONTANEANATION 165.5 Bonus: SF Sketchfest Tribute to Paul F. Tompkins».
17. 1 2 3 4 5 6 7 8 9  Boller, Jay (25 de junio de 2008). «Paul F. Tompkins: Punk rock comic». Minnesota Daily. Archivado desde el original el 13 de mayo de 2014. Consultado el 31 de mayo de 2012.
18. 1 2 3 4  Malik, Asmaa (26 de julio de 2011). «Just for Laughs 2011: Paul F. Tompkins at Katacombes, July 25». Montreal Gazette. Consultado el 31 de mayo de 2012.
19. ↑  Wolinsky, David (16 de marzo de 2009). «Paul F. Tompkins at the Lakeshore». A.V. Club. The Onion. Archivado desde el original el 16 de mayo de 2011. Consultado el 31 de mayo de 2012.
20. ↑  Ryan, Kyle (20 de abril de 2012). «Paul F. Tompkins on why he's more storyteller than comedian these days». The A.V. Club. The Onion. Consultado el 31 de mayo de 2012.
21. 1 2 3 4 5 6 7 8  Marsh, Steve (6 de noviembre de 2010). «Dapper Comic Paul F. Tompkins Keeps His Wardrobe 'Just This Side of Cedric the Entertainer'». Vulture. New York Magazine. Consultado el 31 de mayo de 2012.
22. 1 2 3 4 5 6 7 8  Davidson, Phil (3 de agosto de 2011). «Talking to Paul F. Tompkins About Podcasting, Mr. Show, and How Therapy Improved His Standup». Splitsider. The Awl. Archivado desde el original el 21 de septiembre de 2011. Consultado el 31 de mayo de 2012.
23. 1 2 3  Gillette, Amelie (7 de marzo de 2006). «Interview – Paul F. Tompkins». The A.V. Club. The Onion. Consultado el 31 de mayo de 2012.
24. ↑  Hobelman, Marc (31 de mayo de 2011). «Live review: Paul F. Tompkins @ the Gothic Theatre». Reverb. The Denver Post. Archivado desde el original el 6 de junio de 2011. Consultado el 31 de mayo de 2012.
25. 1 2 3 4 5 6 7 8 9 10 11  Riemer, Emily (3 de diciembre de 2009). «Catching Up With... Paul F. Tompkins». Paste. Wolfgang's Vault. Archivado desde el original el 16 de abril de 2023. Consultado el 31 de mayo de 2012.
26. ↑  Kharakh, Ben (22 de agosto de 2006). «Paul F. Tompkins, Comedian». Gothamist. Gothamist LLC. Archivado desde el original el 27 de febrero de 2017. Consultado el 31 de mayo de 2012.
27. ↑  The Paul F. Tompkins Show profile via Largo's website. Retrieved May 31, 2012.
28. ↑  

Chris Hardwick. 
 Nerdist, Episode #33.
 
2010-08-24.
29. ↑  Ohanesian, Liz (3 de diciembre de 2010). «Thrilling Adventure Hour Interviews: Ben Acker and Ben Blacker». LA Weekly. Archivado desde el original el 12 de junio de 2012. Consultado el 31 de mayo de 2012.
30. ↑  The Thrilling Adventure Hour's official website. Retrieved May 31, 2012.
31. 1 2  Zaino III, Nick A. (1 de junio de 2007). «Paul F. Tompkins: Impersonal». Laughspin. Archivado desde el original el 3 de junio de 2012. Consultado el 31 de mayo de 2012.
32. 1 2  Ziemba, Christine N. (19 de febrero de 2010). «Pencil This In: Punk Rock Pix by Ruby Ray, Dead Authors and Alice in Wonderland». LAist. Gothamist. Archivado desde el original el 15 de junio de 2010. Consultado el 31 de mayo de 2012.
33. ↑  Birmingham, Steve (4 de junio de 2010). «Battleship Paul F. Tompkins – Wherever 300 on Facebook say 'Come,' this comic goes». Austin Chronicle. Consultado el 31 de mayo de 2012.
34. 1 2 3 4 5 6 7  

Chris Hardwick. 
 Nerdist, Episode #33.
 
2010-08-24.
35. ↑  Gordon, Scott (11 de junio de 2010). «Paul F. Tompkins: You Should Have Told Me debuts tonight on Comedy Central at 11 p.m. Eastern». The A.V. Club. The Onion. Consultado el 31 de mayo de 2012.
36. ↑  Knelman, Martin (16 de julio de 1989). «Television; Canadian Comics Take Aim at Cable Funny Bone». The New York Times. Consultado el 31 de mayo de 2012.
37. ↑  

Chris Hardwick. 
 Nerdist, Episode #33.
 
2010-08-24.
38. 1 2 3  Peitzman, Louis (20 de abril de 2012). «Paul F. Tompkins Works to Make You Laugh in Laboring Under Delusions». Huffington Post. Consultado el 31 de mayo de 2012.
39. ↑  Bromley, Patrick. «Paul F. Tompkins Laboring Under Delusions special review». The Spit Take. Consultado el 12 de abril de 2013.
40. ↑  Thorn, Simon (11 de marzo de 2007). «Interview with comedian Paul F. Tompkins». TalkHumor.com. WickedInfo com. Archivado desde el original el 22 de julio de 2012. Consultado el 31 de mayo de 2012.
41. ↑  Tompkins, Paul F. (20 de enero de 2011). «American Idol Recap: Paul F. Tompkins's First Take on the New Season». Vulture. New York magazine. Consultado el 31 de mayo de 2012.
42. ↑  Rutherford, Robert (26 de mayo de 2011). «Paul F. Tompkins». The A.V. Club. The Onion. Archivado desde el original el 21 de marzo de 2012. Consultado el 31 de mayo de 2012.
43. ↑  Johnson, Casey (15 de diciembre de 2008). «Exclusive Interview With Meatwad, Er, Dave Willis, Of 'Aqua Teen Hunger Force'». starpulse.com. Archivado desde el original el 15 de noviembre de 2010. Consultado el 31 de mayo de 2012.
44. ↑  «Star Trek: Lower Decks Episode 9 Easter Eggs & References». Den of Geek (en inglés estadounidense). 1 de octubre de 2020. Consultado el 2 de octubre de 2020.
45. ↑  Pascale, Anthony. «Review: Lower Decks Takes On The Search For The Undiscovered Mariner In "Crisis Point"». TrekMovie.com (en inglés estadounidense). Consultado el 2 de octubre de 2020.
46. ↑  «Paul F. Tompkins: Something personal». Punchline Magazine. 9 de junio de 2010. Archivado desde el original el 4 de marzo de 2016. Consultado el 31 de mayo de 2012.
47. 1 2  Graham, Mark (8 de junio de 2009). «Exclusive: VH1 Shelves Best Week Ever, Possibly Permanently». Vulture. New York Magazine. Consultado el 31 de mayo de 2012.
48. ↑  Stasi, Linda (12 de marzo de 2008). «'Evil' Laugh – Lewis Black's 4-star Farce». New York Post. Consultado el 31 de mayo de 2012.
49. ↑  Laughspin Staff (8 de marzo de 2012). «Watch the 'Bitter Buddha' trailer with Sarah Silverman, Patton Oswalt, more!». Laughspin. Archivado desde el original el 10 de marzo de 2012. Consultado el 31 de mayo de 2012.
50. ↑  McCracken, Kristin (26 de febrero de 2013). «The Bitter Buddha: At 54, Comedian Eddie Pepitone Is Finally Ready for His Close-Up». Huffington Post. Consultado el 2 de marzo de 2013.
51. ↑  

Chris Hardwick. 
 Nerdist, Episode #33.
 
2010-08-24.
52. 1 2  Theo (28 de julio de 2011). «Comedian Paul F. Tompkins Racks Up a Dozen Podcasts». Midnight Poutine. Freshdaily. Archivado desde el original el 21 de enero de 2018. Consultado el 31 de mayo de 2012.
53. ↑  Horgan, Richard (11 de julio de 2011). «Comedian Paul F. Tompkins Racks Up a Dozen Podcasts». Fishbowl LA. MediaBistro. Archivado desde el original el 18 de octubre de 2012. Consultado el 31 de mayo de 2012.
54. ↑  The Dead Authors Podcast. Retrieved May 31, 2012
55. 1 2  «Break Media Unveils New Original Series "Speakeasy" Featuring Host Paul F. Tompkins». Sun Herald. 7 de mayo de 2012. Consultado el 31 de mayo de 2012.Uso incorrecto de la plantilla enlace roto (enlace roto disponible en Internet Archive; véase el historial, la primera versión y la última).
56. 1 2  Gadino, Dylan P. (3 de mayo de 2012). «Paul F. Tompkins hosts chat show 'Speakeasy' with guests Ty Burrell, Nathan Fillion and more!». Laughspin. Archivado desde el original el 3 de junio de 2012. Consultado el 31 de mayo de 2012.
57. ↑  «IFC Announces Two New Shows To Premiere In June». Paste Magazine. Wolfgang's Vault. 9 de enero de 2012. Archivado desde el original el 16 de abril de 2023. Consultado el 31 de mayo de 2012.
58. ↑  Greenberg, Rudi (28 de octubre de 2011). «The Pod Complex». ExpressNightOut.com. Washington Post. Archivado desde el original el 25 de octubre de 2012. Consultado el 31 de mayo de 2012.
59. ↑  Brumby, Arian (23 de mayo de 2012). «An Interview with Paul F. Tompkins: A Very Fancy Man». Austinist. Gothamist. Archivado desde el original el 11 de abril de 2023. Consultado el 31 de mayo de 2012.
60. ↑  Editors, Vulture (9 de abril de 2020). «This Week in Comedy Podcasts: Remember to Stay F. Homekins». Vulture (en inglés estadounidense). Consultado el 15 de marzo de 2021.
61. ↑  «Stay F. Homekins: with Janie Haddad Tompkins & Paul F. Tompkins». Buzzsprout. Consultado el 15 de marzo de 2021.
62. ↑  «Paul F. Tompkins is Online, I Totally Have a Wife and This is Her! – Paul ...». Paul F. Tompkins is Online. Consultado el 6 de octubre de 2018.
63. ↑  «I am a former Catholic who is now an atheist who doesn't see the value in calling people of faith stupid.». Twitter. Consultado el 10 de marzo de 2019.
64. ↑  «There Will Be Blood with Paul F. Tompkins – I Was There Too». Earwolf. 3 de noviembre de 2014.
65. ↑  «Guys With Feelings». Archivado desde el original el 18 de agosto de 2015. Consultado el 16 de agosto de 2015.
66. ↑  «Jimmy Dore Comedy: Paul F. Tompkins». Archivado desde el original el 4 de marzo de 2016. Consultado el 16 de agosto de 2015.
67. ↑  «TVA Podcast 163: Paul F. Tompkins and Bob Kerr». 2 de noviembre de 2009. Consultado el 16 de agosto de 2015.
68. ↑  «iTunes – Podcasts – Am I Right?? by CJSW 90.9FM». iTunes. Consultado el 16 de agosto de 2015.
69. ↑  «iTunes – Podcasts – A Bit Of A Chat With Ken Plume – FRED Entertainment». iTunes. Consultado el 16 de agosto de 2015.
70. ↑  «Host and Guest Episode 44: Paul F. Tompkins». Blogspot. 28 de mayo de 2010. Consultado el 14 de septiembre de 2015.
71. ↑  «Dave Hill's Podcasting Incident: Episode 13: Paul F. Tompkins». Libsyn. 15 de octubre de 2010. Consultado el 14 de septiembre de 2015.
72. ↑  «CFN Ep 16 with Paul F. Tompkins». 11 de junio de 2010. Consultado el 16 de agosto de 2015.
73. ↑  «Ep 120 Paul F. Tompkins». 31 de julio de 2012. Consultado el 16 de agosto de 2015.
74. ↑  «Paul F. Tompkins Talks Comic Con 2010». 9 de agosto de 2010. Consultado el 16 de agosto de 2015.
75. ↑  «(2011/02/02) Paul F. Tompkins, Maria Bamford, Markos Moulitsas, Ice T, Patty». 2 de febrero de 2011. Archivado desde el original el 8 de octubre de 2015. Consultado el 16 de agosto de 2015.
76. ↑  «Paul F. Tompkins – KCRW». 21 de marzo de 2011. Consultado el 16 de agosto de 2015.
77. ↑  Gilmartin, Paul (11 de noviembre de 2011). «Paul F. Tompkins (Voted #3 Ep of 2011)». Mentalpod.com. Consultado el 14 de septiembre de 2015.
78. ↑  «Gather Around Me: Episode 65». 4 de abril de 2011. Consultado el 16 de agosto de 2015.
79. ↑  «Podcast Episodes 2 and 3: Paul F. Tompkins». 25 de enero de 2011. Archivado desde el original el 26 de noviembre de 2013. Consultado el 16 de agosto de 2015.
80. ↑  «Gumming the Works with Paul F. Tompkins». 7 de mayo de 2013. Consultado el 16 de agosto de 2015.Uso incorrecto de la plantilla enlace roto (enlace roto disponible en Internet Archive; véase el historial, la primera versión y la última).
81. ↑  «Paul F. Tompkins and David Wild». AdamCarolla.com. 2 de abril de 2012. Consultado el 16 de agosto de 2015.
82. ↑  «Team Coco Podcast #60: Paul F. Tompkins». 23 de abril de 2012. Archivado desde el original el 5 de marzo de 2017. Consultado el 16 de agosto de 2015.
83. ↑  «Episode #418: The Photography is Total Bullshit Episode featuring Paul F. Tompkins». 2 de febrero de 2012. Archivado desde el original el 16 de septiembre de 2013. Consultado el 16 de agosto de 2015.
84. ↑  «Yikes Ahoy!». earwolf. 25 de octubre de 2012. Consultado el 11 de octubre de 2018.
85. ↑  «The Word Cracker». earwolf. 16 de mayo de 2018. Consultado el 11 de octubre de 2018.
86. ↑  «Introducing The Supergroup!». earwolf. 25 de julio de 2018. Consultado el 11 de octubre de 2018.
87. ↑  «Live from Detroit Improv Festival 2018 (w/ Eugene Cordero, Paul F. Tompkins, Marc Evan Jackson, Jessica Gao)». earwolf. 21 de agosto de 2018. Consultado el 11 de octubre de 2018.
88. ↑  «International Waters Episode 8: Crocodile Dun-don't». MaximumFun. 27 de septiembre de 2012.
89. ↑  «International Waters: Episode 52 Live at MaxFunCon». MaximumFun. 17 de junio de 2015.
90. ↑  «Season 4, Episode 3 (Washing Up)». Comedy.co.uk. 8 de agosto de 2013. Consultado el 15 de agosto de 2015.
91. ↑  MaxFun Intern (27 de marzo de 2013). «Judge John Hodgman Episode 103: Gas, Grass, or Justice». Maximum Fun. Consultado el 2 de abril de 2013.
92. ↑  «The Sunday Service presents: A Beautiful Podcast: Episode 24». 1 de enero de 2015. Consultado el 22 de agosto de 2015.
93. ↑  Gots, Jason (20 de febrero de 2016). «Think Again Podcast ep. 34 – A TINY, COSMIC THREAT (feat. Comedian Paul F. Tompkins)». Archivado desde el original el 14 de marzo de 2016. Consultado el 23 de octubre de 2021.
94. ↑  «Likely Mad As Hell #4 Paul F. Tompkins». Foreverdog. 27 de octubre de 2017. Consultado el 11 de octubre de 2018.
95. ↑  Audio, Feral (30 de agosto de 2017). «119 – KFC with Paul F. Tompkins | Feral Audio» (en inglés estadounidense). Consultado el 20 de octubre de 2017.
96. ↑  «Hometown Announcers, Sean Manaea, & Sabermetrics Gripes (w/ Paul F. Tompkins)». 25 de agosto de 2018. Consultado el 11 de octubre de 2018.
97. ↑  «MASCOTS - Episode One: Paul F. Tompkins on Stitcher». Stitcher. Consultado el 18 de febrero de 2021.